# Fujiwara no Kiyokawa

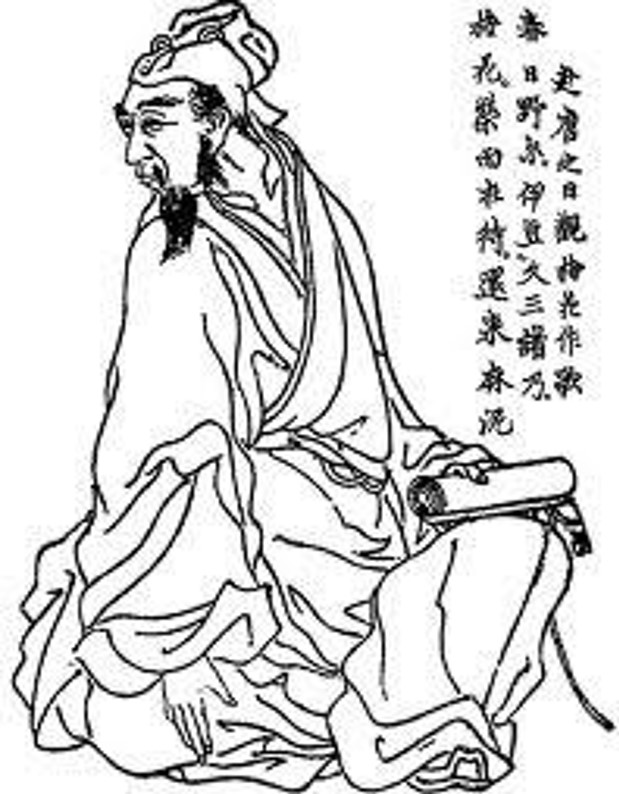
Fujiwara no Kiyokawa

Fujiwara no Kiyokawa (japanisch 藤原 清河; geboren 716 in Japan; gestorben 778 in China) war ein japanischer Hofadeliger, Regierungsbeamter während der Nara-Zeit.

## Leben und Wirken
Fujiwara no Kiyokawa war das vierte Kind von Fujiwara Fusasaki (藤原 房前) aus dem nordjapanischen Zweig frt Fujiwara (藤原 北家. Fujiwara Hokke). Er diente als Nakatsukasa no Sunainosuke (中務少輔) führte den Ehrentitel Yamato no Kami (大養徳守). 749 wurde er zum Ratsmitglied (参議, Sangi) befördert. Im folgenden Jahr wurde er zum Botschafter an den Hof der Tang-Dynastie ernannt und erreichte 752, zusammen mit Kibi no Makibi (695–775) und  Otomo no Komaro (大伴 古麻呂, gestorben 757), das China der Tang-Dynastie. Er hatte eine Audienz bei Kaiser Xuanzong (685–762). Im folgenden Neujahr nahm er an der Chōka-Zeremonie (朝賀の儀) teil, wobei berichtet wird, dass Japan mit den Silla-Gesandten um Sitze konkurrierte und den ersten Platz gewann.
Auf dem Rückweg nach Japan wurde Kiyokawas Schiff bei Guanzhou (驩州) im Süden Chinas von einem starken Wind an Land gespült. Während die meisten Menschen auf dem Schiff von den Einheimischen getötet wurden, kam Kiyokawa knapp mit dem Leben davon und schaffte es, die Tang-Hauptstadt zu erreichen. Danach diente er der Tang-Dynastie unter dem Namen He'qing (河清) und wurde zum Sondergeneralsekretär ernannt, weil er das volle Vertrauen des Kaisers erlangte. In der Zwischenzeit wurde 759  in Japan ein Bote ausgesandt, um He'qing in der Heimat willkommen zu heißen. Aber aufgrund des Chaos in der Tang-Dynastie, das durch die Anrokushan-Rebellion (安禄山の乱) verursacht wurde, konnten sie ihn nicht zurückholen.
Unter den Gesandten, die in die Tang-Dynastie geschickt worden waren, kehrte nur Kiyokawas Tochter Kirō (喜娘) nach Japan zurück, während Kiyokawa in Tang blieb und dort starb. Obwohl er nicht sehr alt wurde, enthält das „Shoku Nihongi“ aus dem Jahr 779 eine Kurzbiographie über ihn.